# Oxytropis sutaica
Oxytropis sutaica är en ärtväxtart som beskrevs av N.Ulziykh. Oxytropis sutaica ingår i släktet klovedlar, och familjen ärtväxter. Inga underarter finns listade i Catalogue of Life.